# Ghedun Tharchin
Ghesce Ghedun Tharchin (15 marzo 1963) è un monaco buddhista tibetano.

## Biografia
(Ghesce Ghedun Tharchin)
Nato in Nepal da profughi tibetani, cominciò a studiare in una scuola tibetana, e ancora bambino entrò al monastero di Ganden, uno dei tre grandi centri del Buddhismo di scuola Gelug ricostruito in Karnataka, nell'India sudoccidentale, ove prese i voti di novizio. Successivamente ricevette la completa ordinazione monastica dal XIV Dalai Lama.
Durante i diciotto anni di studi gli fu impartita la trasmissione dei Sutra e dei Tantra da parte di molti lama e ghesce, e si specializzò in cinque grandi trattati quali la Prajnaparamita, la Mādhyamika, l'Abhidhamma Piṭaka, la Pramana e il Vinaya Piṭaka. Conseguì poi i gradi di Karam, Lopon e Lharam dell'Università Gelug, e su incoraggiamento del Dalai Lama, nel 1992 scrisse in tibetano un volume intitolato Introduzione all'Abhidharma. Nel 1993, durante il Monlam, la festa dei monasteri, conseguì il titolo di Ghesce Lharampa.
Nel corso degli anni esercitò peraltro incarichi di segretario, di membro della commissione d'esame e di insegnante di filosofia nei monasteri Gaden e Gyudmed, partecipando anche a numerosi seminari in India come delegato del suo monastero. In seguito seguì un corso di lingua inglese a Cambridge, e studiò alla facoltà di Filosofia e Religione Occidentale al Beta College e all'Angelicum. Fu poi docente all'Istituto di Studi Orientali e Africani di Roma e collaboratore al progetto del catalogo della Collezione Tucci.
Dal 1996 insegna filosofia e meditazione buddhista in molti centri, sia in Italia sia all'estero, mentre nel 2000 fu invitato dall'Istituto di Studi Buddhisti Chung-Hwa a Taipei come insegnante ospite. Attualmente è direttore spirituale dell'Istituto Lamrim, a Roma, ed è il principale insegnante di Lam Rim in Italia. Pubblica periodicamente articoli su vari giornali e riviste, ed è a capo di una rete di aiuto e sostegno economico a favore di centinaia di bambini, studenti, anziani e malati residenti nei monasteri e nelle comunità tibetane in India e Nepal.
Nel 2003 appare nel film Natale in India di Neri Parenti.

## Opere
- La Via del Nirvana, Il Dharma del Buddha (2003), edito da Ellin Salae